# Ammalo ramsdeni
Ammalo ramsdeni är en fjärilsart som beskrevs av William Schaus 1924. Ammalo ramsdeni ingår i släktet Ammalo och familjen björnspinnare. Inga underarter finns listade i Catalogue of Life.